# Clephydroneura oldroydi
Clephydroneura oldroydi är en tvåvingeart som beskrevs av Joseph och Parui 1995. Clephydroneura oldroydi ingår i släktet Clephydroneura och familjen rovflugor.
Artens utbredningsområde är Kerala (Indien). Inga underarter finns listade i Catalogue of Life.